# Olympische Sommerspiele 2016/Gewichtheben – Superschwergewicht (Männer)
Das Gewichtheben der Männer in der Klasse über 105 kg (Superschwergewicht) bei den Olympischen Sommerspielen 2016 in Rio de Janeiro fand am 16. August 2016 in der zweiten Halle des Riocentro statt. Es traten 23 Sportler aus 19 Ländern an.
Der Wettbewerb bestand aus zwei Teilen: Reißen (Snatch) und Stoßen (Clean and Jerk). Die Teilnehmer traten in zwei Gruppen zuerst im Reißen an, bei dem sie drei Versuche hatten. Wer ohne gültigen Versuch blieb, schied aus. Im Stoßen hatte wieder jeder Starter drei Versuche. Der Sportler mit dem höchsten zusammenaddierten Gewicht gewann. Im Falle eines Gleichstandes gab das geringere Körpergewicht den Ausschlag.

## Titelträger
| Weltmeister   | Reißen    | Lascha Talachadse       | 207 kg | WM 2015 in Houston |
| Weltmeister   | Stoßen    | Mart Seim               | 248 kg | WM 2015 in Houston |
| Weltmeister   | Zweikampf | Lascha Talachadse       | 454 kg | WM 2015 in Houston |
| Olympiasieger | Zweikampf | Behdad Salimikordasiabi | 455 kg | London in 2012     |

## Rekorde

### Bestehende Rekorde
| Weltrekord         | Reißen    | Behdad Salimikordasiabi | 214 kg | Paris, Frankreich   | 13. November 2011  |
| Weltrekord         | Stoßen    | Hossein Rezazadeh       | 263 kg | Athen, Griechenland | 25. August 2004    |
| Weltrekord         | Zweikampf | Hossein Rezazadeh       | 472 kg | Sydney, Australien  | 26. September 2000 |
| Olympischer Rekord | Reißen    | Hossein Rezazadeh       | 212 kg | Sydney, Australien  | 26. September 2000 |
| Olympischer Rekord | Stoßen    | Hossein Rezazadeh       | 263 kg | Athen, Griechenland | 25. August 2004    |
| Olympischer Rekord | Zweikampf | Hossein Rezazadeh       | 472 kg | Sydney, Australien  | 26. September 2000 |

### Neue Rekorde
| Weltrekord (auch OR) | Reißen    | Lascha Talachadse       | 215 kg | Rio de Janeiro, Brasilien | 16. August 2016 |
| Weltrekord (auch OR) | Reißen    | Behdad Salimikordasiabi | 216 kg | Rio de Janeiro, Brasilien | 16. August 2016 |
| Weltrekord (auch OR) | Zweikampf | Lascha Talachadse       | 473 kg | Rio de Janeiro, Brasilien | 16. August 2016 |

## Zeitplan
- Gruppe A: 16. August 2016, 19:00 Uhr (Ortszeit)
- Gruppe B: 16. August 2016, 15:30 Uhr (Ortszeit)

## Endergebnis
| Rang | Athlet                  | Nation            | Gr. | Kgw.   | Reißen (kg) | Reißen (kg) | Reißen (kg) | Reißen (kg) | Stoßen (kg) | Stoßen (kg) | Stoßen (kg) | Stoßen (kg) | Zweikampf |
| Rang | Athlet                  | Nation            | Gr. | Kgw.   | 1           | 2           | 3           | Gesamt      | 1           | 2           | 3           | Gesamt      | Zweikampf |
| ---- | ----------------------- | ----------------- | --- | ------ | ----------- | ----------- | ----------- | ----------- | ----------- | ----------- | ----------- | ----------- | --------- |
| 1    | Lascha Talachadse       | Georgien          | A   | 157,34 | 205         | 210         | 215         | 215         | 242         | 247         | 258         | 258         | 473       |
| 2    | Gor Minasjan            | Armenien          | A   | 143,67 | 200         | 207         | 210         | 210         | 236         | 241         | 241         | 241         | 451       |
| 3    | Irakli Turmanidse       | Georgien          | A   | 135,58 | 197         | 203         | 207         | 207         | 228         | 235         | 241         | 241         | 448       |
| 4    | Ruben Aleksanjan        | Armenien          | A   | 151,64 | 186         | 193         | 195         | 195         | 245         | 254         | 254         | 245         | 440       |
| 5    | Fernando Reis           | Brasilien         | A   | 154,58 | 190         | 195         | 195         | 195         | 240         | 245         | 247         | 240         | 435       |
| 6    | Rustam Dzhangabayev     | Usbekistan        | B   | 145,88 | 185         | 190         | 195         | 195         | 230         | 237         | 237         | 237         | 432       |
| 7    | Mart Seim               | Estland           | A   | 149,10 | 187         | 187         | 191         | 187         | 243         | 250         | 255         | 243         | 430       |
| 8    | Jiří Orság              | Tschechien        | A   | 127,27 | 185         | 190         | 191         | 185         | 230         | 240         | 243         | 240         | 425       |
| 9    | Almir Velagic           | Deutschland       | A   | 149,17 | 188         | 192         | 192         | 188         | 232         | 240         | 242         | 232         | 420       |
| 10   | Péter Nagy              | Ungarn            | B   | 158,86 | 182         | 188         | 193         | 193         | 218         | 227         | 234         | 227         | 420       |
| 11   | Sardorbek Doʻstmurodov  | Usbekistan        | B   | 109,79 | 170         | 175         | 179         | 179         | 225         | 232         | 240         | 232         | 411       |
| 12   | Aljaksej Mschatschyk    | Belarus           | B   | 135,60 | 180         | 187         | 187         | 187         | 215         | 220         | 224         | 224         | 411       |
| 13   | Walid Bidani            | Algerien          | B   | 123,46 | 180         | 185         | 190         | 190         | 210         | 211         | 220         | 220         | 410       |
| 14   | Fernando Salas          | Ecuador           | B   | 162,50 | 171         | 181         | 184         | 184         | 211         | 221         | —           | 221         | 405       |
| 15   | Man Asaad               | Syrien            | B   | 143,42 | 180         | 187         | 187         | 180         | 220         | 233         | 233         | 220         | 400       |
| 16   | Alexej Prochorow        | Deutschland       | B   | 138,31 | 180         | 185         | 185         | 180         | 207         | 215         | 220         | 215         | 395       |
| 17   | Igor Olshanetskyi       | Israel            | B   | 129,54 | 160         | 165         | 170         | 165         | 200         | 206         | 207         | 207         | 372       |
| 18   | Ondrej Kružel           | Slowakei          | B   | 118,64 | 160         | 165         | 170         | 165         | 200         | 200         | 206         | 206         | 371       |
| 19   | Ihor Schymetschko       | Ukraine           | B   | 129,75 | 170         | 175         | 175         | 170         | 190         | 195         | 200         | 195         | 365       |
| —    | Behdad Salimikordasiabi | Iran              | A   | 169,79 | 206         | 211         | 216         | 216         | 245         | 245         | 245         | —           | —         |
| —    | Chen Shih-chieh         | Chinesisch Taipeh | B   | 151,66 | 185         | 193         | 193         | 185         | 235         | 235         | 235         | —           | —         |
| —    | Ahmed Mohamed           | Ägypten           | A   | 143,88 | 185         | 190         | 192         | 190         | —           | —           | —           | —           | —         |
| —    | Hojamuhammet Toýçyýew   | Turkmenistan      | A   | 144,71 | 193         | 193         | 193         | —           | —           | —           | —           | —           | —         |